# Бельская, Лилия Леонидовна
Лилия Леонидовна Бельская (11 февраля 1935, Харьков, СССР) — советский казахстанский, позднее израильский литературовед, педагог. Доктор филологических наук. Работала профессором кафедры русской и зарубежной литературы КазПИ им. Абая.

## Биография
Родилась в 1935 году в Харькове.
Окончила филологический факультет Казахского государственного университета в г. Алма-Ате.
По завершении вуза преподавала в средних и высших учебных заведениях Казахстана, занималась исследовательской и научной работой.
Кандидатская и докторская диссертации посвящены творчеству С. Есенина.
С 1996 года Лилия Бельская с семьёй живёт в Израиле, в г. Цфат.
Активно публикуется, сотрудничает с московским журналом «Русская речь», в соавторстве написала серию востребованных учебников «Русский язык как иностранный» (Хайфа, 2005—2013).
Статьи, эссе, аналитические очерки, публиковавшихся в российских, израильских, американских, казахстанских изданиях за тридцати лет, подытожены в сборниках «Анализ поэзии и поэзия анализа» (Алма-Ата, 1997), «От слова — к мысли и чувству» (Алма-Ата, 2008), «„Стихи мои! Свидетели живые…“ Три века русской поэзии» (Москва, 2016).